# Gmünd (Herrschaft)
Die Herrschaft Gmünd war eine Grundherrschaft im Viertel ober dem Manhartsberg im Erzherzogtum Österreich unter der Enns, dem heutigen Niederösterreich.

## Ausdehnung
Die Herrschaft umfasste zuletzt die Ortsobrigkeit über Böhmzeil, Josefschlag, Braitensee, Groß-Eibenstein, Klein-Eibenstein, Forsthartl, Grillenstein, Albrechts, Neusiedl, Dietmanns und Aichberg. Der Sitz der Verwaltung befand sich in Gmünd. Die Stadt Gmünd war eine freie Stadt und wurde von einem gewählten Bürgermeister verwaltet. Eine weitere Herrschaft war die Pfarrherrschaft Gmünd mit der Ortsobrigkeit über Meinhartsschlag, die der jeweilige Pfarrer von Gmünd innehatte.

## Geschichte
Letzter Inhaber der im Allod gehaltenen Herrschaft Gmünd war Johann Freiherr von Mayr, bis infolge der Reformen 1848/1849 die Herrschaft aufgelöst wurde.